# Istvánffi Gyula
Istvánffi Gyula, teljes nevén Istvánffi Gyula Pál, 1886-ig Schaarschmidt Gyula, 1889-től madéfalvi Istvánffi Gyula (Kolozsvár, 1860. április 5. – Budapest, 1930. augusztus 16.) botanikus, mikológus, ampelológus. Fő kutatási területe a gombák és a gombák okozta szőlőbetegségek patológiai vizsgálata, az ellenük való növényvédelmi módszerek kidolgozása volt. 1901-től a Magyar Tudományos Akadémia levelező, 1920-tól rendes tagja volt. Botanikai szakmunkákban nevének rövidítése: „Istv.”.

## Élete
Szülei Scharschmidt György és Istvánffi Rozália. Mádéfalvi Istvánffy József fogadta örökbe. Felsőfokú tanulmányait a kolozsvári, majd a bonni egyetemen végezte, végül Kolozsváron szerzett 1881-ben bölcsészdoktori, 1882-ben természetrajz–földrajz szakos tanári oklevelet. 1881-től négy éven keresztül a Kolozsvári Tudományegyetem növénytani tanszékének tanársegédje, 1883 után a növényanatómia magántanára volt. 1885–1887 között a Münsteri Egyetemen Julius Oscar Brefeld asszisztenseként vizsgálta az üszöggombákat. 1887-ben rövid kristianiai (oslói) kitérőt tett, ahol a város egyik sörgyárában a sör mikroorganizmusainak tenyésztését tanulmányozta. Ezt követően visszatért Kolozsvárra, s 1889-ig oktatott a növénytani tanszéken. Ebben az évben nevezték ki a budapesti Magyar Nemzeti Múzeum növénytani osztályának vezetőjévé, amely tisztet 1897-ig töltötte be. 1892-től a Budapesti Tudományegyetemen a Kriptogám növények morfológiája és rendszertana című tárgykör magántanáraként oktatott a növénytani tanszéken. 1897-ben visszatért szülővárosába, ahol a növénytan nyilvános rendes tanáráva nevezték ki. Noha ezúttal csak egy tanévet töltött kolozsvári katedráján, újjászervezte az egyetemi növénytani intézetet és belefogott a botanikus kert rendezésébe is. 1900. június 7-én Budapesten házasságot kötött Böheim Ilona Augusztával, Böheim József és Gratz Jozefa lányával.
1898-tól az általa megszervezett és alapított budai Magyar Királyi Központi Szőlészeti Kísérleti Állomás és Ampelológiai Intézetet igazgatta egészen 1915-ig, amikor a budapesti Királyi József Műegyetemen a növénytan nyilvános rendes tanárává nevezték ki. Tizenkét esztendőn át, 1927. évi nyugdíjazásáig oktatott az intézményben, 1921–1922-ben egyúttal az egyetemes és vegyészmérnöki osztály dékánja is volt.

## Munkássága
Istvánffi botanikai érdeklődése rendkívül szerteágazó volt: általános növényszervezettani (alaktan, szövettan, sejttan) és növénykórtani kutatásai mellett behatóan foglalkozott a moszatok és a gombák vizsgálatával is. Munkásságának kiemelkedő fontosságú területét ampelológiai (szőlészeti) és a szőlő (főként gombás) megbetegedéseire vonatkozó kutatásai, a különféle szőlőbetegségek ellen és a borminőség javítása érdekében kidolgozott módszerei alkották. Hozzájárult a peronoszpóra elleni védekezés megszervezéséhez, s elsőként dolgozott ki megbízható peronoszpóra-előrejelző módszert, amelyet külföldön is alkalmaztak. Szakmai életútja utolsó szakaszában a kukoricaszárból és nádból való cellulózgyártás kérdésköre foglalkoztatta, s a végül sikerrel kidolgozott eljárást külföldön is szabadalmaztatta. Az előbbiek mellett jelentős botanikatörténeti munkássága is, részletesen foglalkozott a németalföldi Charles de L’Écluse (Clusius) növénytani írásaival. Közel kétszáz, itthon és külföldön megjelent szaktudományos cikke mellett a szőlészeti kísérleti állomás igazgatójaként szerkesztette a Magyar Királyi Ampelológiai Intézet Közleményeit (1901–1913), a Magyar Királyi Ampelológiai Intézet Évkönyveit (1906–1910), illetve az Annales de l’Institut Ampelologique Royal Hongroise-t (1901–1913).
Tudományos eredményei elismeréseként 1901-ben a Magyar Tudományos Akadémia levelező, 1920-ban rendes tagjává választották, 1920–1926 között a Matematikai és Természettudományi Bizottság előadója volt. Peronoszpórakutatásaiért a Francia Tudományos Akadémia 1902-ben és 1905-ben is Istvánffinak ítélte oda a Thore-díjat.

## Főbb művei
- A kerékpárosság kézikönyve, Budapest, 1894
- Untersuchungen über die physiologische Anatomie der Pilze, in: Jahrbuch für wissenschaftliche Botanik, 1896
- A Balaton moszatflórája, Budapest, 1897
- Animadversiones auctorum in opera botanica, Kolozsvár, 1898
- A magyar ehető és mérges gombák könyve, Budapest, 1899
- A Clusius codex mykologiai méltatása, Budapest, 1899–1900
- A szőlő fakórothadásáról, in: Matematikai és Természettudományi Értesítő, 1902
- Az Ithyphallus gomba és Coepophagus atka együttes föllépéséről hazánkban, in: Matematikai és Természettudományi Értesítő, 1903
- A Botrytis, Monilia és Coniothyrium spóráinak életképességéről, in: Matematikai és Természettudományi Értesítő, 1903
- Vizsgálatok a Botrytis sporák életképességéről, in: Matematikai és Természettudományi Értesítő, 1905
- A m. kir. központi szőlészeti kísérleti állomás és ampelologiai intézet szőlővédelmi útmutatásai: Peronospora elleni védekezés, Budapest, 1906
- A m. kir. központi szőlészeti kísérleti állomás és ampelologiai intézet ismertetése, Budapest, 1907
- A fakórothadás Archiválva 2022. november 3-i dátummal a Wayback Machine-ben (Coniothyrium) elleni védekezés, Budapest, 1908
- A szürkerothadás Archiválva 2022. november 3-i dátummal a Wayback Machine-ben (Botrytis) elleni védekezés, Budapest, 1908
- A peronospora okozta fürtbántalmakról, Budapest, 1908
- A peronospora biológiájáról s a védekezésről, Budapest, 1912
- Útmutató a peronospora elleni védekezésre, Budapest, 1914
- A kukorica és a cellulose gyártás, in: Akadémiai Értesítő, 1922